# إسقاط مركزي

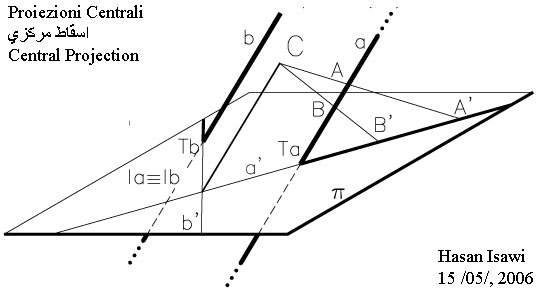
إسقاط مركزي

الإسقاط المركزي في الهندسة الوصفية هي عملية لتمثيل الاشكال الهندسية على سطح مستوي. من خلال عملية الإسقاط والتقاطع.
العناصر الأساسية في الإسقاط المركزي هي:
- نقطة نهائية تمثل مركز الإسقاط
- وسطح مستوي يسمى مستوى الإسقاط.[1]

مثلاً, إذا اسقطنا خطين متوازيين (a, b) من نقطة نهائية (C)، فان صورتهما (a',b') سيلتقيان في نفس النقطة Ia التي تسمى نقطة التلاشي والتي تمثل صورة النقطة الانهائية أو صورة اتجاه تلك الخطوط (a, b).
من التطبيقات العملية للإسقاط المركزي هي المنظور.